# Valgus (insecte)
Genre
Valgus est un genre d'insectes coléoptères de la famille des Scarabaeidae, de la sous-famille des Cetoniinae et de la tribu des Valgini. (Anciennement ce genre appartenait à la sous-famille des Valginae).

## Liste des espèces
Selon BioLib (20 juin 2020) :
- Valgus albomaculatus Kraatz, 1896
- Valgus californicus Horn, 1870
- Valgus canaliculatus (Olivier, 1789)
- Valgus cristatus Gestro, 1891
- Valgus distinctus Nonfried, 1895
- Valgus fuscatus Kraatz, 1896
- Valgus hemipterus (Linnaeus, 1758)
- Valgus heydeni Semenov, 1891
- Valgus koreanus Sawada, 1944
- Valgus okajimai Kobayashi, 1994
- Valgus parvicollis Fairmaire, 1891
- Valgus parvulus Burmeister & Schaum, 1840
- Valgus quadrimaculatus Kraatz, 1883
- Valgus savioi Pic, 1928
- Valgus seticollis (Palisot de Beauvois, 1805)
- Valgus smithii W.S. MacLeay, 1838
- Valgus sumatranus Gestro, 1891
- Valgus thibetanus Nonfried, 1891
- Valgus tonkinensis Arrow, 1944